# Сідней Райлі
Сі́дней Джордж Райлі (англ. Sidney George Reilly, Ра́йлей, Ре́йлей або Ра́йлле, при народженні — Соломо́н (Самуїл, Зигмунд) Розенблюм; 24 березня 1873, Одеса (або Херсон), Російська імперія — 5 листопада 1925) — британський розвідник, що діяв у першій чверті 20-го століття на території Росії та на Близькому Сході.

## Життєпис
За загальноприйнятою версією Рейлі був народжений під ім'ям Георгія Розенблюма в Одесі, 24 березня 1874 р. Є й інша версія (по книзі «Століття шпигунства»), що Рейлі народився 24 березня 1873 р. під ім'ям Шломо (Соломон) Розенблюм в Херсонській губернії. Він був позашлюбним сином Поліни (Перли) і доктора Михайла Абрамовича Розенблюма. Він виховувався в родині прийомного батька Григорія (Герш) Розенблюм і домовласниці Софії Рубінівни Розенблюм (згодом, в 1918, здав свій одеський особняк під британське консульство), двоюрідного брата справжнього батька.

### Дитинство і юність
Рейлі писав, що в 1882 р. його заарештовувала царська охорона за участь у революційній студентській групі «Друзі освіти». Після звільнення прийомний батько повідомив Соломонові, що його мати померла, а його біологічний батько — лікар Михайло Розенблюм. Взявши собі ім'я Сигізмунд, Рейлі відбув до Південної Америки на британському кораблі.
В Бразилії Рейлі взяв собі ім'я Педро. Він працював у доках, на будівництві доріг, на плантаціях, а в 1895 р. влаштувався кухарем в експедицію британської розвідки. Він врятував під час експедиції агента Чарлза Фотергілла, який пізніше допоміг йому отримати британський паспорт і приїхати до Великої Британії, де Зігмунд Розенблюм став Сіднеєм.
Розенблюм вивчав в Австрії хімію і медицину, у 1897 році в Англії завербувався до розвідки Великої Британії під прізвищем своєї дружини — ірландки Маргарет Рейлі-Келлеген.

### Робота в британській розвідці
В 1897–1898 працював в англійському посольстві в Санкт-Петербурзі. В 1898 році лейтенант Рейлі діяв у закордонній організації російських революціонерів «Товариство друзів вільної Росії», з 1903 року був у російському Порт-Артурі під виглядом торговця будівельним лісом, там увійшов в довіру командування російських військ і здобув план укріплень, який продав японцям.
В 1905–1914 роках до Першої світової війни, діяв в Росії (з вересня 1905 по квітень 1914, помічник військово-морського аташе Великої Британії), потім у Європі.
У довіднику Весь Петербург значився як «антиквар, колекціонер». Захоплювався авіацією, був членом Санкт-Петербурзького льотного клубу.
На початку 1918 у складі союзної місії був направлений в червоний Мурман і Архангельськ. У лютому 1918 р. з'явився в червоній Одесі в складі союзницької місії англійського полковника Бойл і зайнявся організацією англійської агентурної мережі з проникненням в круги червоних комісарів (є відомості, що там він зійшовся з Я. Блюмкіним). На початку березня 1918 прибув в червоний Петроград, де був прикомандирований до військово-морського аташе капітана Кромі потім до голови англійської місії Брюса Локкарта. Невдало вербував голову Вищої Військової Ради Республіки генерала Михайла Бонч-Бруєвича. Переїхав слідом за радянським урядом в червону Москву і вів там розвідроботу. У травні 1918 здійснив вояж на білий Дон, до Каледіна, і під видом сербського офіцера через всю червону Росію вивіз в Мурманськ і посадив на англійський есмінець Олександра Керенського.
Потім у Москві й Петрограді взявся організовувати змови проти більшовиків. У червні 1918 передав п'ять мільйонів рублів для фінансування Національного та тактичного центрів. В 1918 координував заколот лівих есерів 6 липня у Москві.
Встановив тісні контакти з червоним командиром Латиських стрільців, що несли охорону Кремля, Е. Берзіном, якому передав 700 тисяч карбованців (за даними коменданта Кремля П. Малькова, офіційно — 1,2 млн, для порівняння: зарплата Леніна тоді була 500 рублів на місяць), а також повідомив Берзіну явки та адреси відомих йому білогвардійців. Всі гроші і явки були відразу ж передані Свердлову і Дзержинському. Білогвардійців розстріляли, а гроші пішли на будівництво клубу для Латиських стрільців та видання агітаційної літератури. Райлі також увійшов у довіру до Савінкова та його бойовиків і брав участь в змові послів.
У Москві Райлі легко і вільно вербував радянських службовців (в тому числі і секретарку ЦВКа Ольгу Стрижевську) і отримував від них потрібні йому документи, у тому числі вільний пропуск в Кремль за справжнім посвідченням співробітника ЧК на ім'я Сіднея Релінського. Також виступав під власним ім'ям, під ім'ям співробітника Карного розшуку Константинова, турецькопідданного негоціанта Массіно, антиквара Георгія Бергмана.
Багато справ Райлі провалились: спроба вбити Леніна не вдалася через скасування мітингу, де він мав виступити, повстання лівих есерів провалилося, завдання Локкарта організувати заколот у петроградському гарнізоні теж провалилося.
Вдалося вбивство Яковом Блюмкіним німецького посла Мірбаха, і замах на Леніна 30 серпня 1918, що чекісти пояснювали «змовою послів». На заочному суді у листопаді 1918 в Москві Райлі був засуджений до розстрілу і оголошений поза законом.
Після викриття змови Локкарта й убивства Кромі Райлі втік через Петроград — Кронштадт — Ревель в Англію, де став консультантом Вінстона Черчілля з російських питань і очолив організацію боротьби з Радянською владою. Він відверто писав, що більшовики — «ракова пухлина, що вражає основи цивілізації», «архівороги людської раси», «сили антихриста» … «Будь-якою ціною ця гидота, що народилася в Росії, повинна бути знищена … Існує лише один ворог. Людство має об'єднатися проти цього нічного жаху».
На початку грудня 1918 року Райлі знову в Росії, в білому Катеринодарі, член союзної місії у ставці головкома ВСЮР Денікіна. На початку 1919 року відвідує білий Крим і Кавказ, з 13 лютого по 3 квітня 1919 знаходиться у білій Одесі як емісар.
У рідній Одесі, піддавшись марнославству, анонімно публікує в білогвардійській газеті «Заклик» № 3 від 3 березня свою першу автобіографію з описом заслуг у боротьбі проти більшовизму. Через ту ж газету (№ 8 від 20 березня) здає білій контррозвідці трьох чекістів — Грохотов з Мурманська, Петікова з Архангельська, Жоржа де Лафар, з Москви, — з якими зустрічався в Радянській Росії.
3 квітня 1919 евакуюється разом з французами з Одеси в Константинополь, де недовго працює в британському комісаріаті.
У травні 1919 року прибуває з доповіддю в Лондон, бере участь в роботі Паризької мирної конференції.
Рейлі увійшов в тісні стосунки з представниками російської еміграції, лобіював в англійському уряді фінансування білоемігрантського Торгово-Промислового комітету (Ярошинський, Барка та ін), тісно зійшовся з Савінковим, і з його допомогою восени 1920 особисто брав участь у діях на території Білорусі армії Булак-Балаховича, яка незабаром була розгромлена РСЧА. В 1922 за допомогою Савінкова і Ельвергрена організував на гроші Торгпрома замах на голів радянської делегації Генуезької конференції, що теж провалилася.
До 1925 р. антирадянська еміграція ослабла. Савінкова чекісти заарештували, заманили його до Мінська для зустрічі з членами «московської антирадянської організації» (Рейлі підтримав у Савінкова уявлення про дійсність чекістської підстави). Після цього Сідней Рейлі отримав від свого друга й соратника Джорджа Хілла (радника Льва Троцького та співробітника ОДПУ) лист із запрошенням зустрітися з лідерами антирадянського підпілля прямо в Москві. Охоче погодившись, Рейлі перед переходом кордону СРСР написав листа дружині, щоб в разі його зникнення вона не робила нічого для його розшуку, і був заарештований чекістами в Москві.
Радянські газети офіційно повідомили, що в районі фінського села Аллекюль 29 вересня 1925 року при переході кордону були вбиті двоє контрабандистів, а його дружині повідомили, що він помер. Рейлі було страчено в лісі під Москвою в четвер, 5 листопада 1925.
У ОДПУ склали офіційний документ, що його було розстріляно без суду і слідства на дорозі в Богородськ, і на цьому його кар'єра закінчилася.
Сідней Рейлі вважається королем шпигунства XX століття, за іншою класифікацією він був асом перманентної Революції[джерело?].